# Boombayah
"Boombayah" (tiếng Hàn: 붐바야; Romaja: Bumbaya) là đĩa đơn đầu tay của nhóm nhạc nữ Hàn Quốc Blackpink. Được phát hành chung với "Whistle" trong đĩa đơn maxi mang tựa đề Square One, vào ngày 8 tháng 8 năm 2016 bởi YG Entertainment và được phân phối bởi  KT Music. "Boombayah" đứng đầu bảng xếp hạng Billboard World Digital Songs trong tuần đầu tiên phát hành.

## Bối cảnh và phát hành
"Boombayah" được phát hành vào ngày 8 tháng 8 năm 2016 vào lúc 8 giờ tối theo giờ Hàn Quốc như một đĩa đơn nhạc số với tựa đề "Square One", cùng với "Whistle", thông qua nhiều trang âm nhạc kỹ thuật số khác nhau tại Hàn Quốc.

## Video âm nhạc
MV của "Boombayah" được đạo diễn bởi Seo Hyun-seung, và MV được phát hành trên kênh YouTube chính thức của Blackpink vào ngày 8 tháng 8 năm 2016.
Tính đến ngày 25 tháng 7 năm 2018, "Boombayah" đã có 340 triệu lượt xem, trong khi "Whistle" có 233 triệu lượt xem. Tất cả màn trình diễn live của Blackpink đều có hơn một triệu lượt xem, video trình diễn có lượt xem nhiều nhất đó chính là sân khấu ra mắt của nhóm cho "Boombayah" trên Inkigayo của SBS với hơn mười triệu lượt xem. "Boombayah" cũng trở thành MV debut nhanh nhất chạm mốc 50 triệu lượt xem trên YouTube, với chín tuần sau khi ra mắt.
Vào ngày 31 tháng 1 năm 2017, MV của "Boombayah" đạt được 100 triệu lượt xem trên YouTube, giúp Blackpink trở thành nhóm nhạc nữ thứ năm của K-pop đạt được 100 triệu lượt xem, cũng trở thành MV debut nhanh nhất của K-pop đạt được cột mốc này. Tính đến ngày 24 tháng 2 năm 2018, MV đã đạt được hơn 260 triệu lượt xem. Vào ngày 9 tháng 4 năm 2018, sau hơn một năm tám tháng MV đã đạt 300 triệu lượt xem, MV trở thành MV debut có lượt xem nhiều nhất của một nhóm nhạc trên YouTube.
Vào rạng sáng ngày 13/10 theo giờ Hàn Quốc, MV ca khúc debut Boombayah của BLACKPINK chính thức đạt 1 tỷ lượt xem trên YouTube, giúp Blackpink trở thành nhóm nhạc Kpop đầu tiên có M/V debut đạt 1 tỉ lượt xem trên YouTube và đồng thời trở thành nghệ sĩ và nhóm nhạc Kpop đầu tiên sở hữu cả 3 MV (Ddu-Du Ddu-Du, Kill This Love và Boombayah) trên 1 tỷ lượt xem.

## Quảng bá
Blackpink trình diễn "Boombayah" cho sân khấu ra mắt của nhóm trên Inkigayo của SBS vào ngày 14 tháng 8 năm 2016. Nhóm cũng tiếp tục quảng bá bài hát trong hai tuần sau đó trên Inkigayo, và cũng trình diễn "Boombayah" tại Seoul Music Awards lần thứ 26 vào ngày 19 tháng 1 năm 2017.

## Diễn biến trên bảng xếp hạng
"Boombayah" đạt vị trí thứ 7 với 88,215 lượt tải và 1,866,737 lượt nghe tại Hàn Quốc.
Tại Việt Nam, "Boombayah" đứng đầu Vietnam song Bolero của Billboard cho tuần 27 tháng 8 năm 2016. Trong tuần thứ hai trên bảng xếp hạng, "Whistle" đạt vị trí thứ 3 cho tuần ngày 3 tháng 9 năm 2016.

## Danh sách đĩa nhạc
| Digital download | Digital download             | Digital download | Digital download               | Digital download    | Digital download |
| STT              | Nhan đề                      | Phổ lời          | Phổ nhạc                       | Arrangement         | Thời lượng       |
| ---------------- | ---------------------------- | ---------------- | ------------------------------ | ------------------- | ---------------- |
| 1.               | "Whistle" (휘파람 Hwiparam)  | Teddy Bekuh BOOM | Teddy Future Bounce Bekuh BOOM | Teddy Future Bounce | 3:32             |
| 2.               | "Boombayah" (붐바야 Bumbaya) | Teddy Bekuh BOOM | Teddy Bekuh BOOM               | Teddy               | 4:01             |
| Tổng thời lượng: | Tổng thời lượng:             | Tổng thời lượng: | Tổng thời lượng:               | Tổng thời lượng:    | 7:33             |

## Bảng xếp hạng
| Bảng xếp hạng (2016-17)            | Vị trí xếp hạng cao nhất |
| ---------------------------------- | ------------------------ |
| Pháp (SNEP)                        | 196                      |
| Nhật Bản Hot 100 (Billboard)       | 15                       |
| Hàn Quốc (Gaon Digital Chart)      | 7                        |
| US World Digital Songs (Billboard) | 1                        |